# Ahmet Hamdi Tanpınar
Ahmet Hamdi Tanpınar (n. 23 iunie 1901, Constantinopol, Imperiul Otoman – d. 24 ianuarie 1962, Istanbul, Turcia) a fost unul dintre cei mai importanți romancieri și eseiști turci din literatura turcă modernă. Între anii 1942 și 1946 a fost membru al Parlamentului Turc. El este cunoscut în special prin opera sa Huzur (română: „Huzur“, publicată în 2011).

## Influențe
Tanpınar este considerat a fi fost (în proza literară) „cronicarul burgheziei” turce. 
Opera sa este comparată cu scrierile lui Marcel Proust (1871-1922) și Robert Musil (1880-1942). Stilul lui Tanpınar a fost influențat de estetica lui Paul Valéry (1871-1945). Autorul s-a inspirat de asemenea din sufism, un curent din mistica musulmană. Prietenul său, poetul turc Yahya Kemal Beyatlı (1884-1958), a exercitat o mare influență asupra lui.

## Aprecieri
Laureatul premiului Nobel pentru literatură, Orhan Pamuk, a descris Huzur drept cel mai important roman scris despre Istanbul. Stefan Weidner, redactorul-șef al revistei Fikrun wa Fann, a numit romanul, un „munte magic turc”.

## Opere
Tanpinar a publicat cu excepția unor poezii, a unui roman, și a câtorva articole și eseuri, numai în presa zilnică și în revistele literare. Singurul său volum de poezie a apărut în 1961 și a cuprins 37 de poezii. Cu toate acestea, el este considerat în primul rând un poet. Romanul său satiric Huzur a apărut înainte de moartea sa, în 1949, toate celelalte romane au fost publicate postum.
- 1943 Abdullah Efendinin Rüyaları (Visele lui Abdullah Efendis)
- 1946 Beș Șehir (Cinci orașe), roman de eseuri, a fost parțial ecranizat
- 1946 Yahya Kemal
- 1949 Huzur
- 1955 Yaz Yagmuru (Ploaie de vară, povestea a fost, de asemenea, ecranizată), povestiri
- 1962 Saatleri Ayarlama Enstitüsü (Institutul pentru corectarea timpului)
- 1967 Edebiyat Üzerine Makaleler (Articole despre literatură)
- 1970 Yașadığım Gibi (Cum am locuit)
- 1973 Sahnenin Dısındakiler (Cei de pe scenă)
- 1975 Mahur Beste (operă ramasă neterminată)
- 1979 Aydaki Kadın (Femeia în Lună, de asemenea , neterminată), a fost publicată pentru prima dată în Journal of Turkish Studies, nr. 3, Harvard 1979, de Guler Güven și a apărut, în 1987 sub formă de carte, în Istanbul.

Scrisorile sale au fost făcute accesibile de către turcologul Zeynep Kerman, care a aranjat peste 4.000 de pagini cuprinzând manuscrise (majoritatea în limba arabă) și parțial le-a editat chiar și el.

## Opere în limba română
- Huzur, 2011, ISBN 978-973-150-056-0
- Ploaie de vara, 2013, ISBN 978-973-150-086-7
- Institutul pentru corectarea timpului, 2014, ISBN 978-973-150-091-1